# Gravere
Gravere là một đô thị ở tỉnh Torino trong vùng Piedmont, có vị trí cách khoảng 50 km về phía tây của Torino, nước Ý. Tại thời điểm ngày 31 tháng 12 năm 2004, đô thị này có dân số 736 người và diện tích là 18,7 km².
Gravere giáp các đô thị: Giaglione, Susa, Chiomonte, Meana di Susa, và Usseaux.